# 第16猟兵大隊 (フランス軍)
第16徒歩猟兵大隊（だいじゅろくとほりょうへいだいたい、16e bataillon de chasseurs à pied）は、ドイツ ラインラント＝プファルツ州）Saarburgに駐屯する、第2機甲旅団隷下のフランス陸軍の機械化歩兵大隊である。
兵種は歩兵、伝統的区分は猟兵である。

## 沿革
- 1854年：グルノーブルにおいて、第16猟兵大隊として編成される。
- 1855年：クリミア戦争に参加。
- 1860年：シリア遠征。
- 1864年：アルジェリア遠征。
- 1968年：Saarburgに移駐する。

## 最新の部隊編成
- 大隊本部
- 本部管理中隊
- 第1中隊 - AMX-10P
- 第2中隊 - AMX-10P
- 第3中隊 - AMX-10P
- 第4中隊 - AMX-10P
- 対戦車中隊 - VAB
- 偵察・支援中隊（1個偵察小隊、1個対戦車小隊、1個重迫撃砲小隊含む）
- 管理支援中隊（武器・車両・通信の整備など）
- 予備訓練隊

### 定員
- 連隊の人員構成としては、約1,200名からなる。
- AMX-10Pを69両、車両約180台を装備する。

## 主要装備
- GIAT BM92-G1
- FA-MAS
- FR-F2
- AAT-F1
- AA-52
- 12.7mm重機関銃
- RTF1 120mm迫撃砲
- 81mm迫撃砲
- ERYX
- ミラン
- HOT
- AMX-10P
- VAB
- VAL
- P4